# 硫黄島 (東京都)

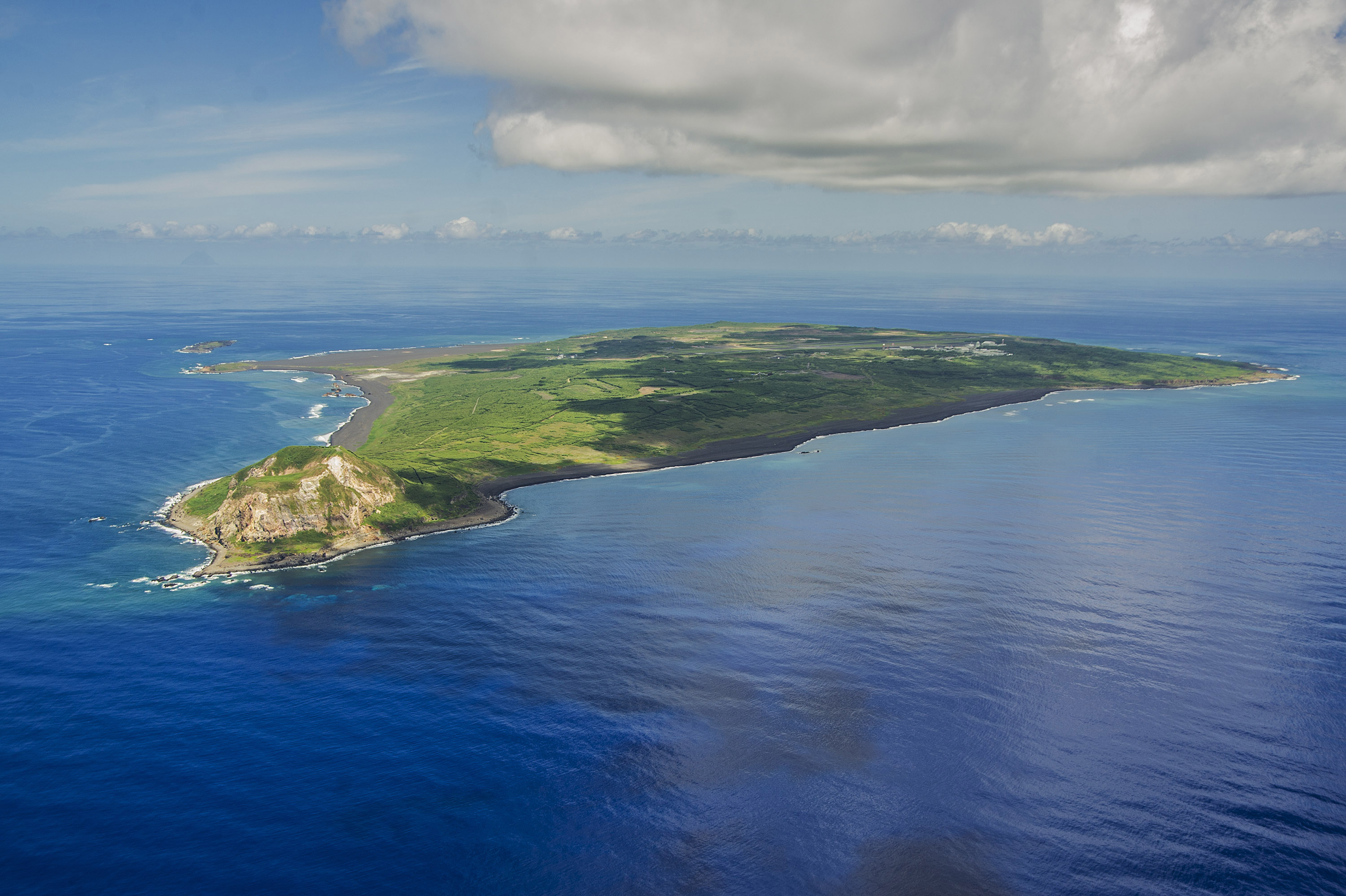
空撮（2014年）

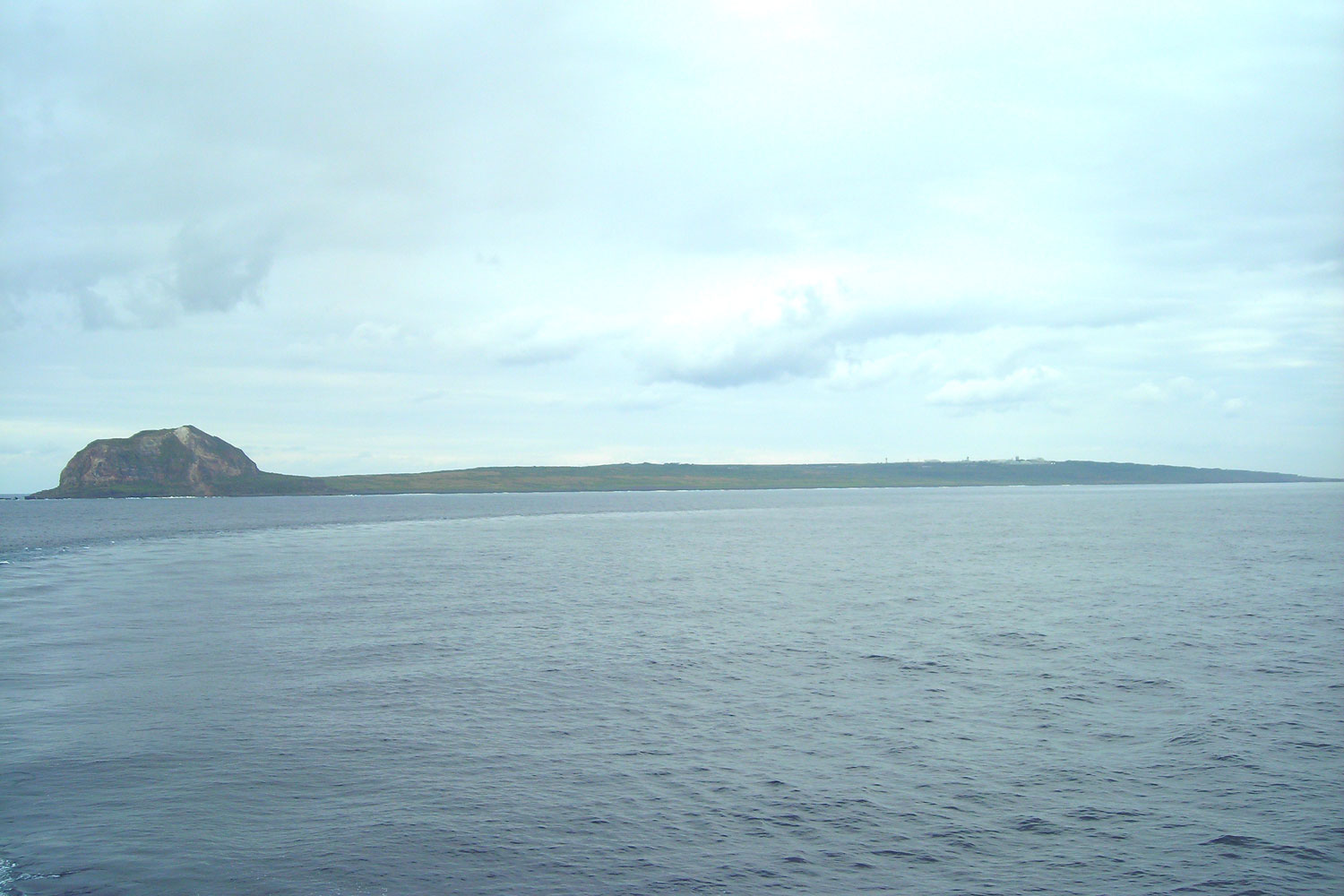
硫黄島遠景（2007年）

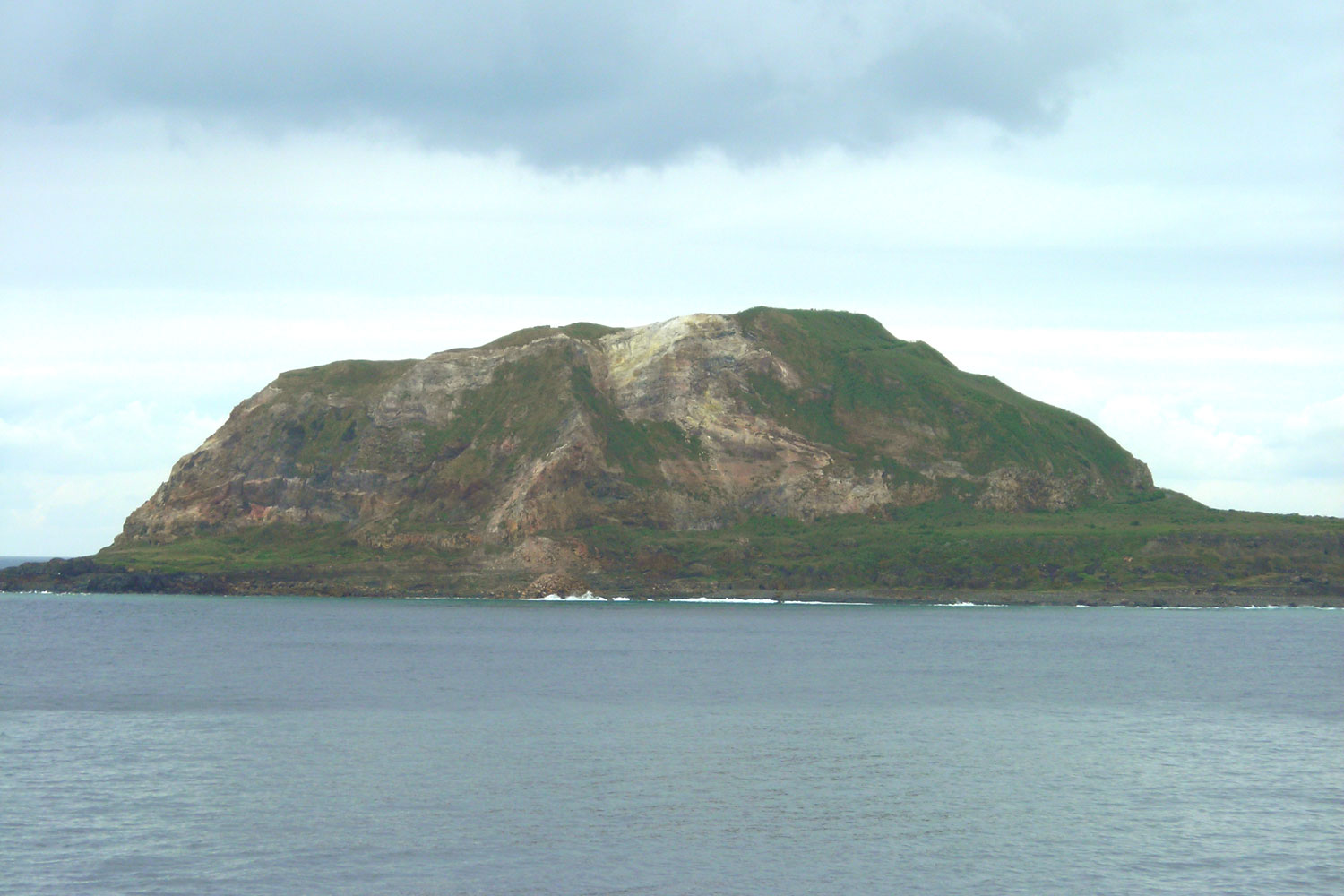
摺鉢山（2007年）

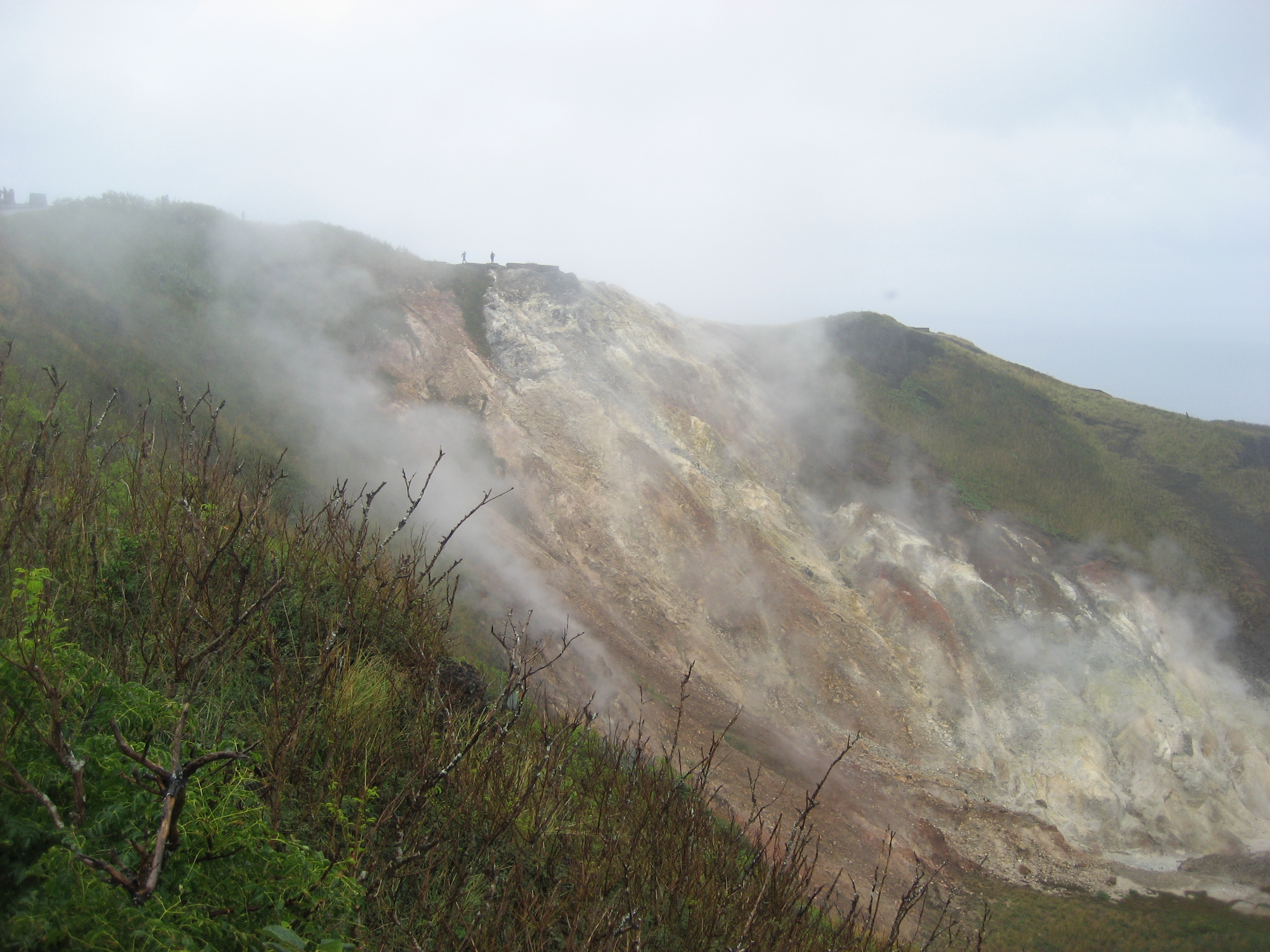
摺鉢山の噴気帯

硫黄島（いおうとう）は、日本の小笠原諸島南部にある火山列島（硫黄列島）に属する島。南西端にある摺鉢山から北東へ8.3キロメートルの長さで扇形に広がっている。
行政区分上は東京都小笠原村で、東京都区部（東京23区）からは南に約1250キロメートル、村役場などがある父島から南に約280キロメートル離れている。
太平洋戦争末期までは一般島民が暮らしていたが、1944年（昭和19年）に疎開させられた後、翌年の硫黄島の戦いでアメリカ軍（米軍）に占領された。日本国政府へ施政権が返還された後は自衛隊が駐屯して硫黄島航空基地を運用しているほか、自衛隊単独およびアメリカ軍との日米共同訓練を実施している。民間人は旧島民による慰霊、戦死者の遺骨収集などで来訪するのみである。小笠原諸島を対象とした小笠原国立公園や世界自然遺産の指定・登録エリアからも除外されている。
周辺は地殻変動が活発で隆起が続き、過去の測量図や航空写真による解析などの研究では、島の面積は1911年（明治44年）当時に約19.3平方キロメートル、大戦時は約20.3平方キロメートルと推定される。2014年（平成26年）の調査では面積が23.73平方キロメートル（2014年10月1日時点）と、父島を抜いて小笠原諸島最大となった。2022年（令和4年）、国土地理院は最新の空中写真及び現地測量結果をもとに、海岸線や等高線を含め地図を全面的に描き直した。この結果、島面積は従前の約1.3倍の29.86平方キロメートル、最高標高も2メートル上昇した。地盤隆起は現在も続いている。

## 概説
活火山の火山島であり、地熱が高く、島各所に噴気があり、火山性ガス（二酸化硫黄など）により特有の臭いが立ち込めている。これが硫黄島の名の由来である。火山噴火予知連絡会によって火山防災のために監視・観測体制の充実などの必要がある火山に選定されている。島の北西約15キロメートルの海底にある海勢西ノ場や、島の南約20キロメートルの海底にある海神海丘にも火山活動の記録があるが、詳細は分かっていない。

## 島の名称
大航海時代以降、西太平洋に来航したヨーロッパ諸国の船が近海を航過しており、16世紀半ばにはスペイン船がヴルカーノ（火山島）、18世紀後半には英国船がサルファー・アイラント（硫黄の島）として記録している。大日本帝国政府は1891年（明治24年）9月に勅令で硫黄列島を東京府小笠原島庁所轄の領土として編入し、サルファー島を「硫黄島」、その北にあるサン・アレッサドロ島を「北硫黄島」、南に離れたサン・アグスティン島を「南硫黄島」と命名した。
硫黄島の発音は戦前、島民と主に大日本帝国陸軍の間では「いおうとう」、大日本帝国海軍の一部の間と明治時代作成の海図では「いおうじま」だった。アメリカ合衆国ではこの海図の表記に従い “ Iwo Jima（） ” とし、終戦後のアメリカ軍の統治下でも “ Iwo Jima ” と呼称されていた。
1968年（昭和43年）に同島の施政権が日本国政府に返還された際に、国土地理院発行の地形図上の呼称は「いおうとう」に戻されたが、1982年（昭和57年）の地形図改訂の際に、小笠原村役場は同島の呼称を「いおうじま」と東京都庁に報告、都庁ではこれに基づき「いおうじま」と公報したため、地形図においても「いおうじま」と呼称されるようになった。各報道機関でも同島を「いおうじま」と報道したことにより、2007年（平成19年）までは「いおうじま」と呼ばれていた。
硫黄島の呼称を「いおうとう」に統一するようにという要望は、旧島民およびその子孫などの間から古くからあった。この要望に応え、2007年（平成19年）3月に小笠原村議会では、第1回議会定例会の最終日に、同島の呼称を「いおうとう」に統一する「硫黄島の呼称に関する決議案」を提出して採択され、小笠原村は地名の修正を国土地理院へ要望した。
2007年（平成19年）6月18日、国土地理院および海上保安庁海洋情報部（海図の作成を担当）にて構成される「地名等の統一に関する連絡協議会」は「硫黄島」の呼称を「いおうじま」から「いおうとう」に変更する同日協議された結果を発表した。併せて北硫黄島は「きたいおうとう」に、南硫黄島は「みなみいおうとう」にそれぞれ変更された。これにより火山列島（硫黄列島）の三島とも「島」の公式呼称はこれまでの「じま」から「とう」となった。国土地理院では、平成19年（2007年）9月発行の地形図から、ついで海上保安庁の発行する海図でも「いおうとう」が正式な表記となっている。
この変更直前まで国土地理院、海上保安庁の他、日本放送協会 (NHK) でも「いおうじま」としていたが、小笠原村役場と『日本の島ガイドSHIMADAS』(ISBN 4-931230-14-8、ISBN-13:978-4-931230-14-9) を発行する財団法人日本離島センターでは「いおうとう」としていた。
アメリカ合衆国の資料においても、一部はこの変更に追従して “ Iwo To（） ” と改められており、合同台風警報センター (JTWC) の台風進路予想図などはその一例である。
一方、“ Iwo Jima（） ” は太平洋戦争でも有数の激戦地としてアメリカ合衆国でも特に有名であることから、この名称に特別な感情を持つ者もアメリカ海兵隊の関係者を中心に多くおり、退役軍人組織の一つである「ベテランズ・オブ・フォーリン・ウォーズ」はこの変更に不快感を示した。実際に改名反対の声明を出した団体もあるという。その表れとして、その名がアメリカ海軍のワスプ級強襲揚陸艦の7番艦「イオージマ」(USS Iwo Jima，LHD-7) に残るほか、かつて就役したイオー・ジマ級強襲揚陸艦の1番艦 (LPH-2) にも使われていた。
2006年に制作されたアメリカ合衆国の映画『硫黄島からの手紙』の読みは「いおうじまからのてがみ (Letters from Iwo Jima)」である。
2014年（平成26年）3月11日の「領土・主権をめぐる内外発信に関する総合調整会議」により、島名の英語表記は「島名（読み仮名のローマ字表記）+” Island ”の表記を標準とする。」ことと決定し、「外国人にわかりやすい地図表現（第44回国土地理院報告会、2015年6月4日）」における例示の通り、公式な英語表記は「Ioto Island」となった。

### ラテン文字表記のゆれ
前述のとおり、日本語の平仮名による表記は「いおうとう」であり、ラテン文字表記では “ Ioto ” となっている。JTWCでは “ Iwo To ” と表記している。

## 地形と地理

### 位置

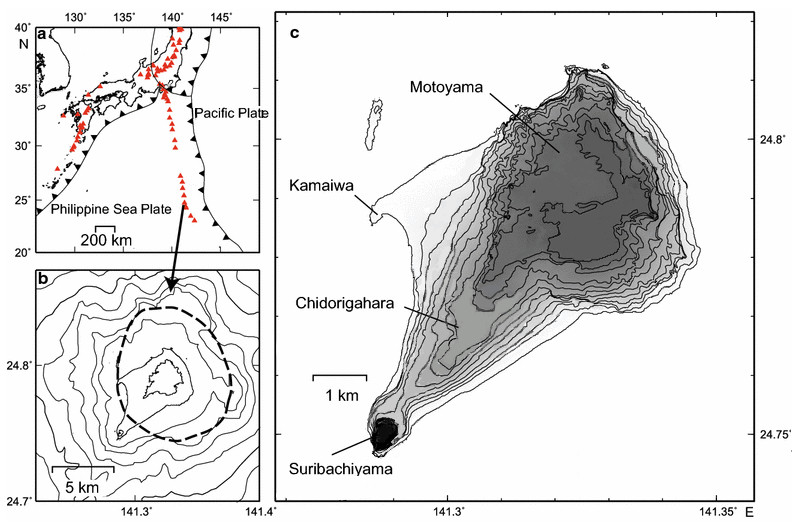
硫黄島の位置図

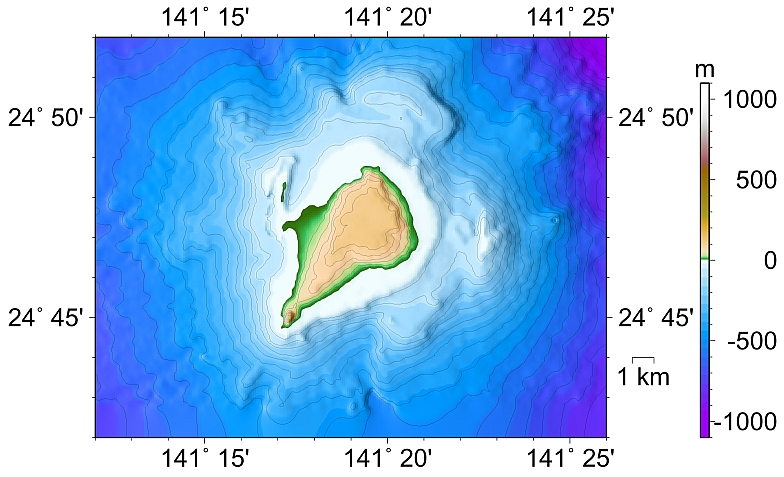
硫黄島周辺の海底地形図（海上保安庁海洋情報部作成）。陸域部分については、国土地理院のデータを使用している。

硫黄島の空中写真（2020年1月22日撮影の59枚により合成作成）。。

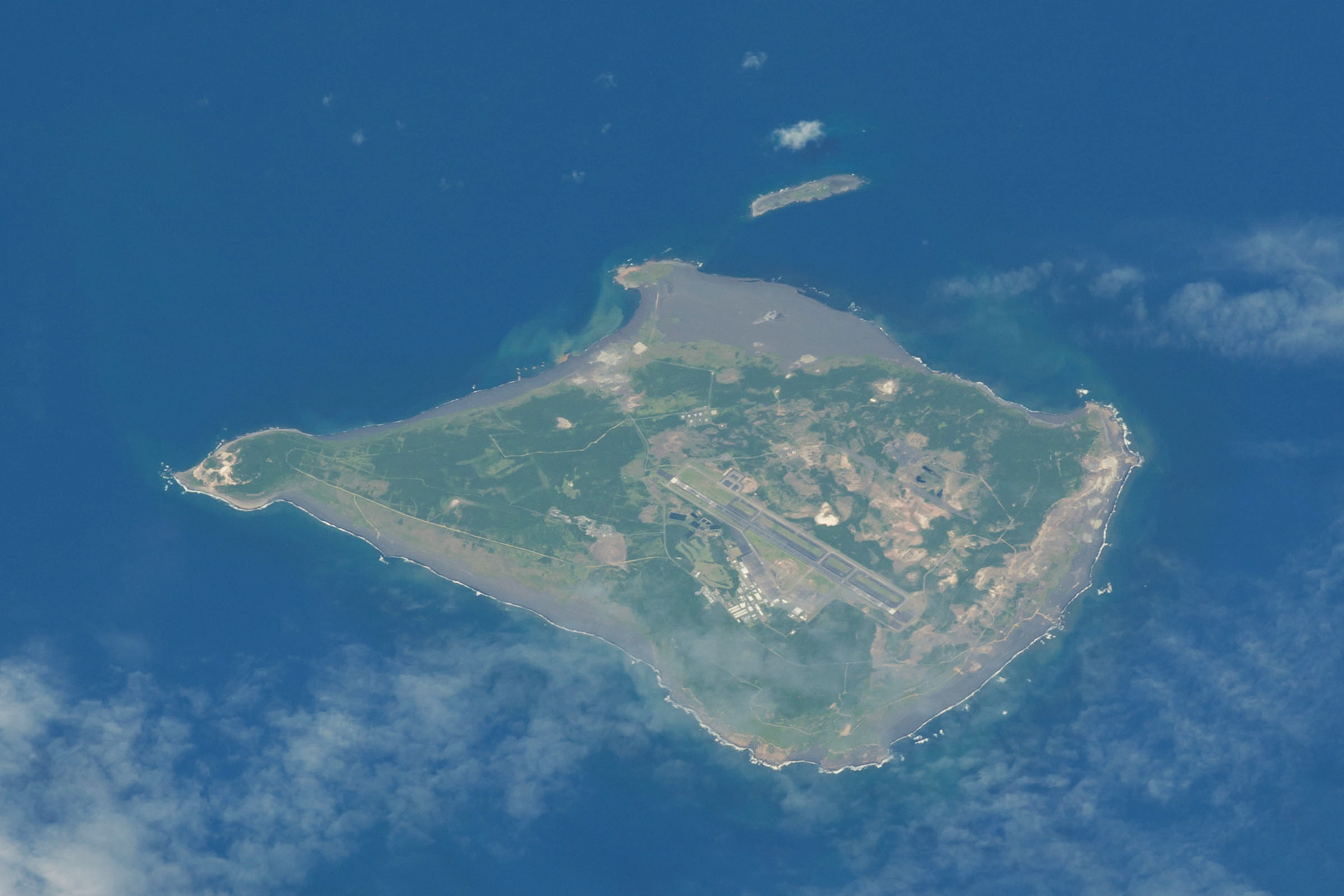
硫黄島の衛星画像（2016年9月11日に国際宇宙ステーションから撮影）

本州の南方、南西諸島から見て東方にある。硫黄島の北方約75キロメートルには無人島の北硫黄島、南方約58キロメートルには同じく無人島の南硫黄島があり、この3島で火山列島（硫黄列島）を構成する。小笠原諸島および日本領土の最南端は、南硫黄島より更に南に離れた沖ノ鳥島である。

### 海上の地形
硫黄島は、島の主体となる元山火山体と南西部の単成火山である摺鉢山の2つの火山を、海岸砂丘の千鳥ヶ原（自衛隊基地の滑走路付近）が繋がり、摺鉢山を基点に西岸を千鳥ヶ浜、南岸を二ツ磯浜、釜浜の直線的な海岸で北東側に扇形に広がる地形をしている。島の北岸は貿易風や波蝕を受けた崖が発達している。摺鉢山は標高172メートルで、島内最高峰である。文字通り「すり鉢」を伏せたような形状で、パイプ山の別称がある。
元山は現在は標高約100メートル前後、面積は約5平方キロメートルほどのほぼ平坦な台地状になっており、北西側の高まりには大坂山（約111メートル）、北東側の高まりには東山（約112メートル）と名がつけられている。東端の釜岩へ繋がる北海岸は大きな「井戸が浜」と呼ばれる砂海岸が広がり、沖合に監獄岩と呼ばれる岩礁を望む。島の全周は約22キロメートル、長軸の北東-南西の長さが約8.3キロメートルである。摺鉢山と繋がる千鳥ヶ浜南部の地峡は約800メートルとなっている。

### 海底火山の形成
火山列島の3島はともに同じ造りの海底火山の島であり、その海底からの山体の体積は富士山を遥かに凌ぐ。
硫黄島が乗る海底からの比高2000メートル以上になる山体は、直径40キロメートルに及び、山頂部に直径約10キロメートルのカルデラを形成している。カルデラの大半は海面下にあり、釜岩、監獄岩、東側沖の東岩などの岩礁群はこのカルデラ壁、元山は中央火口丘、摺鉢山は側火山に相当する。
硫黄島の火山岩は、SiO2やNa2O+K2Oのアルカリ成分に富む粗面デイサイト・粗面安山岩からなる。鶉石（ウヅラ石）と呼ばれる世界的に産出が稀な火山岩礫が多数存在している。

### 有史以前の火山活動
20世紀以降の活動については噴火記録がよく残されているが、19世紀以前はよくわかっていない。
島内各所から採集した岩石試料の分析から、カルデラ形成年代は十数万年前以降、約2700年前から以前と推定されている。元山はこのカルデラの再生ドームにあたる。
島北部の北の鼻海岸付近で得られた炭化木片試料の年代測定では、約2700年前に元山溶岩・元山火砕岩を噴出する大きな噴火（総体積1.2立方キロメートル以上）が発生。それ以前から陸化していた硫黄島を覆い、その後、島は海中に沈んだ。
2000-1600年前、現在の硫黄島の西北沖合にある監獄岩周辺の海底で火山活動が生じ、ペペライトを生成。
約1400年前に摺鉢山周辺で沖縄諸島まで軽石を漂着させるような大規模な噴火が発生。
約500年前に元山が急激に隆起。この時期までに元山の上部が海面上に露出し、硫黄島が再出現した。同時期に、摺鉢山の北部浅海でマグマ水蒸気噴火が発生。続いて摺鉢山溶岩が流出し、上部は海面上に露出。元山の南西に火山島が出現した。
その後、ある程度の時間間隙を経て、マグマ水蒸気噴火やストロンボリ式噴火が発生。摺鉢山火砕丘を形成した。これで現在の硫黄島の原型ができあがった。
100年前から現在にかけては、東海岸〜北ノ鼻〜阿蘇台断層沿い〜元山南海岸沖の、元山を中心とする環状の領域で小規模噴火や水蒸気噴火が生じることが多い。

### 有史の火山活動
有史以来の主な火山活動は水蒸気爆発である。
顕著な活動として、1889年（明治22年）または1890年（明治23年）から記録が残されている。水蒸気噴火や海面変色が1922年、1935年、1944年、1957年、1967年、1968年、1969年、1975年、1978年、1980年、1982年、1993年、1994年、1999年、2001年、2004年、2007年、2012年、2013年に記録された。2012年の活動では、ミリオンダラーホール（噴気孔）から最大100メートル程度の距離まで泥噴出が観測された。2015年8月7日未明にも北の鼻にて水蒸気爆発と見られる噴火活動が観測されている。
島の各地に現在も硫気と地熱を伴う噴気が見られ、ときおり熱泥を吹き上げて数メートル程度の孔口を開けることがある。沖合の北ノ鼻西方（約850メートル）、南東岸南西部沖二ツ根の東北東（約1500メートル、約1850メートル）海底の硫気孔が確認されており海水を変色させている。 これらの活動の熱源として、1980年に行われた地磁気観測の結果から、地下2キロメートルよりも浅いところにキュリー温度を超える高温領域（マグマ溜まり？）が有ると推定されている。震央から1000キロメートル以上離れた地震により硫黄島周辺で微少地震が活発化する現象が、1983年日本海中部地震、1984年九州南東沖の地震、1993年北海道南西沖地震に伴うその後の地形観測で報告されている。

#### 翁浜沖での火山活動
2021年8月から2023年現在にかけて、島南部の翁浜の沖約1キロメートル付近で断続的に噴火が発生している。
ここでは、2022年7月から8月にかけては爆発的な噴火が繰り返し発生し、軽石が海面に浮遊していることが確認された。この軽石はマグマが外来水と接触することで発生したマグマ水蒸気爆発によるとみられる。硫黄島でマグマの噴出が確認されたのは、19世紀以降の有史では初めての出来事となった。
2023年10月30日には、軽石いかだを伴いながら直径約100メートルの新島が形成されているのが確認された。この噴火では、マグマ水蒸気爆発が発生している火口と、新島構成する岩塊等を噴出している噴出口の、少なくとも2箇所で噴火が起きていると推定されている。11月10日に噴火が停止していることが視認され、新島の大きさはこの時点で400メートル×200メートルとなった。11月16日には、再びマグマ水蒸気爆発が発生していることが確認された。11月23日には、南北450メートル×東西200メートルとなった。2024年2月8日、気象庁と国土地理院は、新島がほぼ確認できなくなったことを明らかにした。波による浸食が原因とみられる。

### 現在も続く隆起活動、小笠原諸島最大の島へ
島の形成は、火山活動に加えて現在も続いている活発な隆起活動による。
1911年の測量後の98年間で元山中央部は15メートル隆起した。島内の隆起速度は均一ではなく、地点によってゆらぎによる変動を伴いながら隆起が続いている。元山中央部の最高位の段丘面（標高110メートル）で採取された造礁珊瑚の14C年代が約500 - 800年前であったことから，現在までの隆起率は年間 15 - 20センチメートルと推定されている。現在も急速な隆起活動が続いているが、隆起量の割りに有感地震活動は少ない。隆起活動によって、海岸段丘や断層崖が島中に形成されている。島西方にある釜岩はかつては一つの独立した島で陸繋島を形成していたが、1950年代から1960年代の急激な隆起活動により現在は硫黄島と地続きとなっている。なお、笠原稔、江原幸雄(1985)らの解析による隆起モデルでは、隆起の圧力源を鳥ケ原の下1-2キロメートルと北東海岸1キロメートル沖の下3-4キロメートルに2つの衝上型を配置すると、1952年から1968年までの活動を最も良く解説できるとしている。
2014年（平成26年）の国土地理院による調査で、父島を抜き小笠原諸島で最大の島になっていることが分かった（23.73平方キロメートル）。大きな隆起量のため外洋の荒波による浸食速度を上回って面積は拡大を続けている。一方で港湾設備は現在も建設することが出来ず、釜岩の南側の砂浜が物資の荷揚げ場として使用されている。

### 気候
緯度上は台湾（中華民国）新竹市とほぼ同一で、亜熱帯海洋性気候となっている。年平均気温は24℃、最高気温は40℃近い日もある。6月中旬-10月上旬までは30℃を超える日が多く、一年中で一番寒い月とされている2月でも12℃程度。一日の気温差は大きくて6-7℃。年間降水量は平均約1200ミリメートル。夏期はスコールが多く、冬期は夏期に比べ降水量が少ない。6月-11月の半年の降水量は12月-翌年5月の降水量の2倍程度。
硫黄島航空基地に設けられている測候所の観測データでは、最寒月の2月に平均最低気温は19℃、最高気温は22℃を示し、熱帯性を有す。

## 島民生活の歴史

### 第二次世界大戦前
島北部には元山部落、東部落、西部落、南部落、北部落、千鳥部落の6つの集落があり、元山部落には硫黄島尋常小学校と硫黄島神社が置かれ、島の中心となっていた。また、島には父島から派遣された警察官1名が駐在していた。島南部は海軍省によって要塞地帯に指定され、一般島民の立ち入りが制限されていた。元山の台地は土丹岩と呼ばれる凝灰岩からできており、貴重な現地調達石材であった。
当時の島内の産業は、硫黄採取鉱業、サトウキビ、コカ、レモングラスなどの栽培農業、近海沿岸漁業などで、これらの産業は「硫黄島産業株式会社」が取り仕切っており、島民の大半は同社に直接、間接的につながっていた。島内での穀物生産は困難のため、米は日本列島本土からの移入に頼っていた。医療用コカイン利用目的としてのコカ栽培は、アジアでは、硫黄島、沖縄本島と当時の日本統治下の台湾だけであった。
当時の島民の証言によれば、「きちんと稼げていた」とのことであり、絶海の孤島ではあったが、島民の経済状態は悪くなかったようである。
家畜として七面鳥が飼われていたが、戦後に目撃談があり野生化している可能性がある。
島外との交通手段は、月1回の郵便船で母島へ渡り、そこから船で東京港へ向かうルートと、2か月に1度の日本郵船の定期船「芝園丸」で、東京港へ直行するルートがあった。
太平洋戦争の重要防衛地として認識され、日本軍が駐留するが、島民の疎開は当初行われず、アメリカ軍による1944年（昭和19年）6月の空襲で村落は壊滅、ようやく疎開が実施され、廃村となった（詳細は#沿革を参照）。

### 第二次世界大戦後

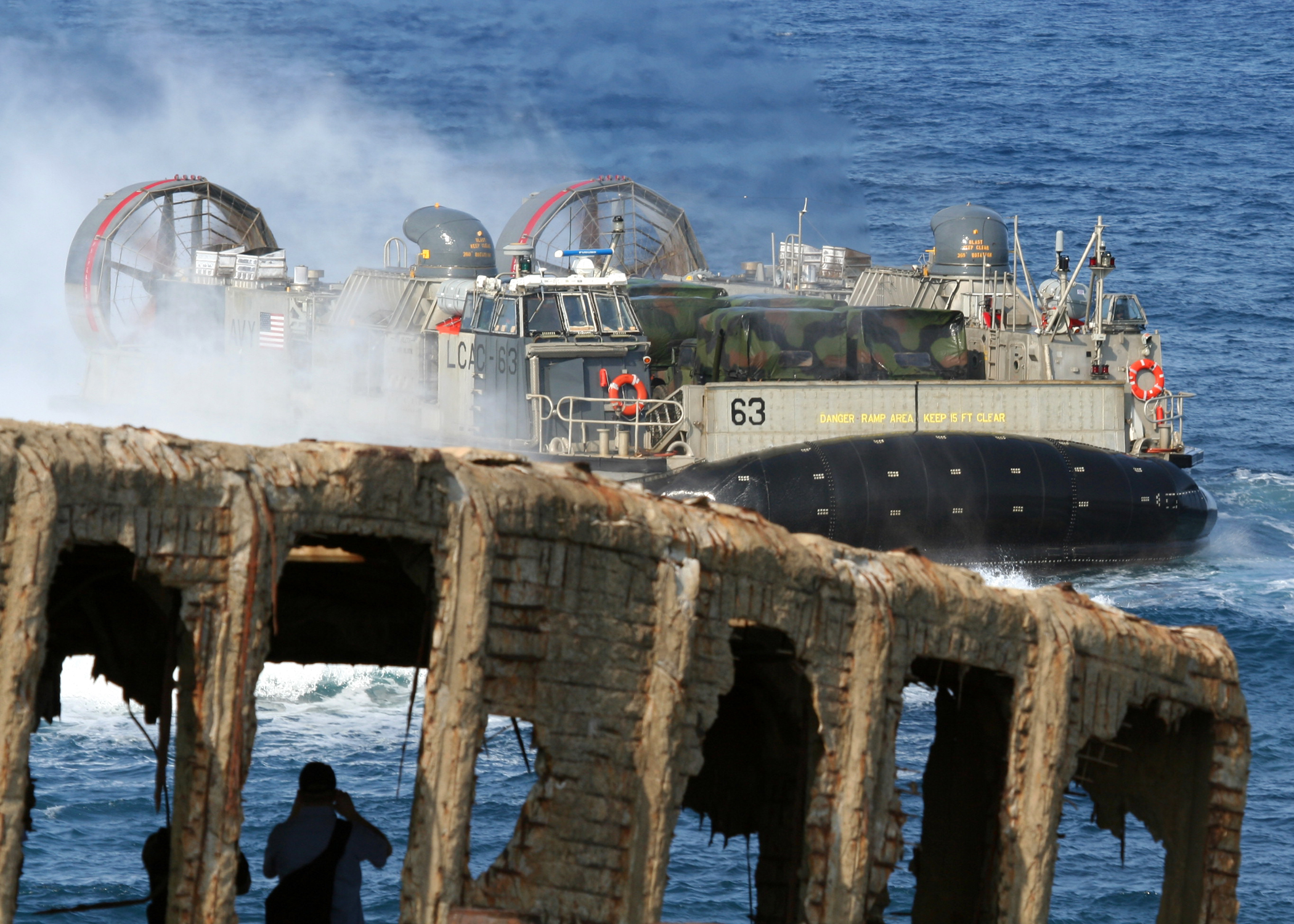
コンクリート船の残骸と米海軍のLCAC

戦後はアメリカからの一連の本土復帰で沖縄返還に先立つ 1968年（昭和43年）6月26日 に、奄美大島（1953年）に続いて硫黄島を含む小笠原諸島の施政権が返還された。帰還を希望する島民の一部は、復帰に備えて本土から父島や母島に再移住したが、下記の課題等により現在に至るも村民の帰島は行われていない。

#### 返還後の自衛隊基地設置と海上自衛隊の駐屯
復帰後の硫黄島は、海上自衛隊管理の硫黄島航空基地が設置され、島内全域がその基地の敷地である。このため基地に勤務する自衛隊員以外は島に立ち入ることが禁止され、島を住所や居留地として生活する者はいない。必要に応じて、飛行場などの整備・改修工事を行う防衛省北関東防衛局職員および建設業者等の作業員、並びに遺骨帰還事業を行う厚生労働省職員などの立ち入りが許可される。
本島は、潮風や硫黄による腐食が激しいため、基地施設等の補修が常時行われており、作業に従事するこの建設業者の住宅施設が存在する。海上自衛隊が火山観測を行なっており、国土地理院と気象庁の職員も、定期的に観測のために来島している。1970年代後半には防災科学技術研究所の観測点が設置され、以降、地震観測が継続されている。島には「硫黄島食堂」という食堂があり、自衛隊員とアメリカ軍兵士の食事のために24時間運営されている。防衛弘済会によって運営されるが、年2回の在日米軍の夜間連続離着陸訓練時期には、FromAなどを通じて30名ほどの一般短期アルバイトが募集され、自衛隊基地より空路で上陸する。休憩中に魚釣りや少量の果実採集が許可されている。
火山活動による隆起が非常に激しいため、硫黄島は築港ができず、船積みのボートが着けられる程度の小さな波止場（桟橋）しか存在しない。その関係で大型船舶は少し沖合いに停泊せざるを得ず、航空機で運べないような重量物は、おおすみ型輸送艦を使い、艦載のLCACで海岸から少し内陸のところにある揚陸施設に揚陸させる。航空燃料や軽油などは、沖合いに停泊した民間タンカーから、揚陸施設へと長大ホースを伸ばして補給を行う。
硫黄島への宅配便・郵便物は、硫黄島の住所を記載しても届かない（日本郵便においても「交通困難地」に指定されている）。隊員の家族への仕送りや、外部から業務用の資材や郵便物は、自衛隊が指定した基地へ一括搬入することになる。

#### 島に残る島民生活と大戦の遺構
大戦中に破壊された大砲や戦車の残骸、飛行場跡、地下壕跡、トーチカ跡などの戦争の痕跡が現在も数多く残っており、戦った兵士を慰霊・顕彰する施設や碑、また旧島民の集落や墓地があったことを偲び、慰霊する施設や碑も数多く設置されている。
島内には無数の不発弾が残っているとされ、回収が困難な状況である。不発弾爆発の危険性等から、自衛隊員でも立ち入りが禁じられている地域も存在する。
島の西側に見える船の残骸は、島を占領した米軍が防波堤とするために1945年に擱座させたコンクリート船が台風で破壊されたものとされている。うち、LCAC揚陸場近くの一隻は小型船の桟橋として利用されていた。

#### 旧島民の帰島問題
上述の通り、原則として基地に勤務する自衛隊員および建設業者などの関係者以外の上陸は禁止されているが、戦没者の慰霊祭が現地で開催される際などには、旧島民や遺族、それに戦没者の遺族等の上陸が許可されている。
現在も一部の旧島民および遺族は日本国政府に対して基地敷地の一部返還と帰島を求めている。政府は復帰直後の1968年（昭和43年）から旧島民に対して断続的に意向調査を行い、東京都庁は生活再建資金のための資金の貸付を行っている。1979年（昭和54年）6月に小笠原諸島振興審議会内に硫黄島問題小委員会を設置、1984年（昭和59年）、硫黄島問題に関する意見に「一般住民の定住は困難であり、同島は振興開発に適さない」という具申を受け現在の結論としている。この理由として、火山活動による異常現象が著しい、産業の成立条件が厳しい、などを挙げた（これ以外に生活には公共インフラを復旧させる必要がある）。この結論を受けて政府は旧島民に見舞金の支給を開始し、集団移転のための事業を開始している。1991年の時点で硫黄島の土地は、6名の民間人と小笠原村、日本国政府が所有し、小笠原村が所有する土地の一部については、少なくとも8名が貸借権を有しており、防衛施設庁東京防衛施設局（現在の防衛省北関東防衛局）は民間の地権者に対して土地賃貸借料を支払っている。
旧島への墓参事業は東京都が年数回行っており、数十人が参加している。慰霊祭のときは、小笠原諸島父島から小笠原海運の貨客船「おがさわら丸」で島へ向かい、船積みの小型ボートで島に上陸するか、航空自衛隊機を使用して来島することになる。遺族からの要望で2007年3月6日の慰霊訪問以降は、民間旅客機によるチャーター便が運航されることになった。2007年の訪問では、日本航空がMD-90型旅客機を運用してチャーター便運航を実施したが、燃料補給が不可能なことから燃料を往復分積みこんだため、スタッフを含め110人しか運べなかった。

#### 戦没者の遺骨帰還事業

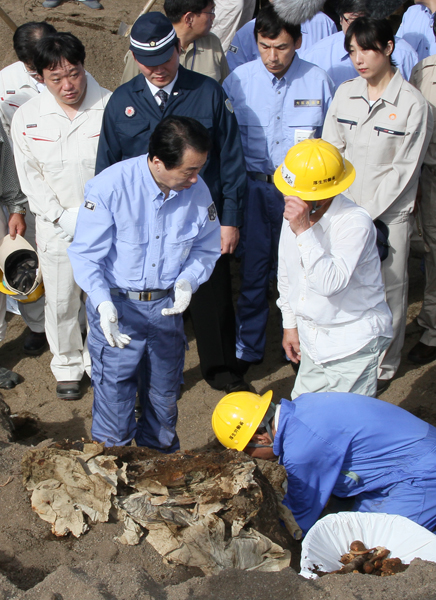
遺骨収集作業の様子を視察する菅直人

現在も島の地下には、硫黄島の戦いによる日本人戦没者の1万3千柱を超える戦死者の遺骨が残っている。
本土へ帰還した遺骨は現時点で約8千柱であるが、今後の収集事業には予算確保の問題と作業員人員確保の問題、埋葬地等の特定作業、既述した通り無数に埋まる不発弾への対処、噴出する高温・有毒な硫黄ガスへの対処などで、その収容作業は大きな困難を伴うことが課題となっている。
これまで遺骨を本土へ帰還させるための収容作業は、主に硫黄島協会や戦没者遺族などのNPO法人やボランティアなどの手で行われていたが、2010年度（平成22年度）国家予算では滑走路下部分の遺骨収容のための予算が初めて1億円を超えて計上され、2010年8月10日には菅直人首相の指示により、政府による「硫黄島からの遺骨帰還のための特命チーム」が設置された。今後はこれまでの遺族、関係者の証言等に加え、米国での資料調査により情報収集を行い、収容作業におけるNPO法人やボランティアからの協力の拡充、自衛隊との協力体制の拡充をし、自衛隊基地施設下をも含む全島における面的調査を強化することとしている。遺族などの慰霊のための渡航機会の拡充、インターネットなどを活用した遺留品の公開を実施して戦争の悲惨さを広く知らしめるとともに、将来は硫黄島以外の戦域での遺骨帰還作業の実施も予定されている。
一方、硫黄島で戦死した米軍兵の遺体の大半は、硫黄島の戦い後暫くは摺鉢山山麓を中心に墓地を造成し、柩一台一台の上に十字架を立てて手厚く埋葬されたが、現在は全てが米国本土のアーリントン国立墓地へと帰還を果たしている。
アメリカ映画『硫黄島からの手紙』の冒頭シーンは、アメリカ国防総省から防衛庁（当時）を通して、東京都庁の特別許可によって、島内でのロケーション撮影が1日だけ行われた。
厚生労働省の発表（2017年3月31日時点）によれば、戦没者概数を約2万1900人とし、送還した遺骨は1万400柱、未送還の遺骨は推計で1万1500柱としている。2015年度には23柱、2016年度には17柱の遺骨が収容された。

## 沿革
- 1543年：ベルナルド・デ・ラ・トーレ（英語版）船長のスペイン船サン・ファン・デ・レトラン (San Juan de Letran) が発見した。
- 1779年：ジェームズ・クックの部下ジョン・ゴア（英語版）の率いる「レゾリューション」と「ディスカヴァリー」が附近を航行し、サルファーアイランドと命名された。
- 1887年（明治20年）：横尾東作、東京府知事高崎五六らが「明治丸」で探査を行った。
- 1889年（明治22年）6月：父島住民の田中栄次郎が、父島で建造した帆船「南洋丸」にて十余名とともに、鮫漁と硫黄採取を目的として入植し、硫黄島の開拓が開始された。記録に残る初めての日本人の入植。
- 1891年（明治24年）9月9日：勅令により日本領土に編入。島名を「硫黄島」とし、東京府小笠原島庁所属とする[52]。
- 1892年（明治25年）：硫黄採掘事業が本格的に開始された。
- 1940年（昭和15年）4月：普通町村制に移行。当時の人口は1051人。硫黄島村は1952年（昭和27年）4月28日のサンフランシスコ講和条約発効で米国の施政権下となるまで続いた。
- 1943年（昭和18年）6月：島内調査を実施。硫黄島村の人口は192戸1018人（男533人、女485人）。
- 1944年（昭和19年）：大本営はマリアナ諸島と合わせて小笠原諸島の防備強化を開始し、陸軍部隊（「伊支隊」指揮官：厚地兼彦大佐、4883人）と海軍部隊（「硫黄島警備隊」指揮官：和智恒蔵中佐、1362人）が硫黄島に進出した。この段階では島民も在島していたが、陸海軍部隊は要塞地帯に指定された島南部に展開したため、少数の島民が部隊に行商に出かけるほかは、部隊と島民の接触は少なかった。
- 1944年（昭和19年）5月22日：参謀本部は、小笠原防備をさらに増強することを目的として第109師団を創設。栗林忠道中将を師団長に任命し、栗林中将は6月8日に硫黄島に着任した。
- 1944年（昭和19年）6月15日、アメリカ軍はサイパン島上陸とあわせて硫黄島を空襲。翌日の空襲と合わせて島内の各部落はほぼ焼失した。
- 1944年（昭和19年）6月下旬、その後も空襲と艦砲射撃が続いたため、島民に対しては父島経由で内地へ疎開する命令が内示され、3回（7月1日、7月12日、7月14日）に分けて島民の疎開が行われた。軍に軍属として徴用された者（約230人）を除くほぼ全島民が硫黄島を離れ、島民が生活を営んだ硫黄島村の歴史は幕を閉じた。

- 1945年（昭和20年）
  - 2月から3月にかけて行われた硫黄島の戦いで、日本軍2万129人が戦死し、米軍2万8686人の戦死傷者（戦死6821人・戦傷2万1865人）を出す大激戦が繰り広げられた。
  - 3月17日、硫黄島は米軍に占領された。摺鉢山にアメリカ合衆国海兵隊が星条旗を掲げる様子をジョー・ローゼンタールが撮った写真（硫黄島の星条旗）は、米バージニア州アーリントン国立墓地（米国の戦没者専用墓地）にある「海兵隊戦争記念碑」のモデルにもなっている。

- 1946年（昭和21年）：連合国軍最高司令官総司令部 (GHQ/SCAP) によるSCAPIN-677により、伊豆諸島および小笠原諸島に対する日本の施政権が停止される[53]。
- 1952年（昭和27年）4月28日 日本国との平和条約（サンフランシスコ講和条約）発効に伴い、硫黄島が正式にアメリカの施政権下となり、硫黄島村役場が廃止される。
- 1960年代までアメリカ空軍基地として核兵器保管などに用いられた。

- 1968年（昭和43年）6月26日：小笠原諸島の他の島々とともに日本に返還されたが[54]、硫黄島村ではなく、小笠原村[55]字硫黄島という扱いとなる。
- 1976年（昭和51年）：常時地震観測を開始[32]。
- 1985年（昭和60年）2月19日：硫黄島の米軍上陸40年目に当たる日に、「名誉の再会」と呼ばれる行事が開催された。参加したのは硫黄島戦に参加した日米両軍の兵士、場所は米軍が上陸した二ッ根浜である。会場中央には両面に文が刻まれた石碑が建てられ、和文が刻まれた山側には日本人参加者が、英文が刻まれた海岸側には米国人参加者が整列した。除幕と献花が行われたあと、参加者たちは碑に向かって歩み寄り、握手・抱擁を交わし合った。その後、1995年（平成7年）3月には50周年記念、2000年（平成12年）3月には55周年の日米合同慰霊祭がこの碑の前で行われている。
- 1994年（平成6年）2月12日：明仁天皇・美智子皇后が慰霊のため来島、行幸啓。
- 2005年（平成17年）6月19日：小泉純一郎内閣総理大臣が、現職首相として初めて来島。
- 2009年（平成19年）7月22日の日食では、鹿児島県のトカラ列島悪石島や奄美群島奄美大島など天候悪化により観測が出来なかったが、硫黄島では天候良好で超高速インターネット人工衛星きずなを通じた映像生中継を実施された。なお、クルーズ客船により硫黄島近海に滞在しての日食ツアーも開催された。
- 2010年（平成20年）12月14日：菅直人内閣総理大臣が戦没者遺骨収集事業の視察と慰霊のために来島。戦後の現職首相2人目の来島者となる[56]。
- 2013年（平成25年）4月14日、安倍晋三内閣総理大臣が日本国政府主催の戦没者追悼式に出席するために訪島[57][58]。
- 2015年（平成27年）3月21日：日米合同慰霊追悼式。硫黄島協会と米国退役軍人らの団体の共催。出席者日米計約550人。第4次安倍内閣の塩崎恭久厚生労働大臣と中谷元防衛大臣が閣僚として初参列[59]。
- 2015年（平成27年）8月14日：讀賣テレビ放送『情報ライブ ミヤネ屋』にて硫黄島から全編生放送実施。宮根誠司、森本敏元防衛大臣、藤村幸司が出演。

## 自衛隊による駐屯・利用

### 硫黄島航空基地
硫黄島航空基地（）は、海上自衛隊が管理する軍用飛行場で、海上自衛隊は航空管制および基地の施設管理等のために硫黄島航空基地隊（航空集団第4航空群）を、救難および小笠原諸島などの急患輸送のために第21航空隊硫黄島分遣隊（航空集団第21航空群）を置いている。
航空自衛隊は、訓練機の飛行統制や後方支援のため、硫黄島基地隊（中部航空方面隊）を置いており、実験機や戦闘機の訓練基地として使用している。航空自衛隊においては、入間基地所属の硫黄島分屯基地（）という扱いとされている。
陸上自衛隊は、太平洋戦争時に硫黄島に残された不発弾を処理するため、各師団持ち回りで人員2人を派遣していた。危険性の少ないものは島内の保管場所で一時保管した後まとめて爆破処理し、危険なものは随時処理している。
基地にある滑走路は2650メートル×60メートルの1本のみだが、2650メートル×30メートルの平行誘導路が、トラブルによる主滑走路閉鎖時に離着陸の可能な緊急滑走路として整備されている。
自衛隊員などが常駐していることから硫黄島は有人島となっているが、所在する海上自衛隊員は神奈川県綾瀬市、航空自衛隊員は埼玉県狭山市にそれぞれ住民登録しており、硫黄島のある東京都小笠原村に住民登録しているのではない。
硫黄島は、日本本土とグアム島を結ぶ民間航空路下に存在することから、民間機を含む緊急避難用としても用いられており、自衛隊専用飛行場にもかかわらず国際航空運送協会の3レターコードが設定されている。
実際に、2003年3月30日にはグアム発仙台行きのコンチネンタル航空931便（ボーイング737）がエンジン片方停止により、2014年11月9日には関西国際空港発グアム行きのデルタ航空294便（ボーイング757-200）が左エンジンの不具合によりそれぞれ緊急着陸している。2016年3月4日には、ソウル仁川発サイパン行きのチェジュ航空7C3402便（ボーイング737-800）が右エンジンの不具合により緊急着陸した。
硫黄島の戦いにおける戦没者慰霊訪問のために、チャーター機が羽田空港から、またはグアム国際空港から運航されることがある。
小笠原諸島で住民が暮らす父島や母島には固定翼機が発着できる飛行場がない。また海上自衛隊の飛行艇は夜間離着水は避けるため、本土への患者緊急搬送時には、海上自衛隊のSH-60K（救難仕様）（2024年度までUH-60J）ヘリコプターで、本土とは逆方向になる硫黄島へまず運び、海上自衛隊・航空自衛隊または海上保安庁の輸送機へと乗り換えて本土を向かう。

### 訓練
周囲に有人島が存在しないため、自衛隊や米軍および日米共同での軍事演習や訓練、試験に使われている。
硫黄島通信所にてアメリカ海軍の航空母艦（空母）艦載機による陸上空母離着陸訓練 (FCLP; Field Carrier Landing Practice) および夜間離着陸訓練 (NLP; Night Landing Practice)（タッチアンドゴー）が行われているほか、航空自衛隊の各種実験飛行や戦闘機の移動訓練といった、日本本土などでは実施が困難な用途にも使用できる貴重な拠点であり、国内で唯一、陸・海・空の3自衛隊の統合的作戦演習が可能な場所でもある。防衛大学校および防衛医科大学校の学生などが硫黄島を見学する場合は、航空自衛隊のKC-767に搭乗する。
海上自衛隊の掃海訓練で、機雷の実物を爆発させる訓練は硫黄島近海でのみ行われているほか、民間に対する電波障害の虞が少ないことから電磁波関連の訓練地にも選ばれている。

## 郵便・通信
南鳥島とともに日本郵便株式会社から「交通困難地」の指定を受けており、硫黄島の住所を記載しても郵便物は届かない。これは各社宅配便も同様である。
物資や郵便物は、海上自衛隊が厚木航空基地気付、航空自衛隊は入間基地気付として送付し、そこからは自衛隊内部での搬入扱いとなる。
固定電話は、自衛隊基地の外線1回線が公開されている。これによると、硫黄島の市外局番は04998、市内局番は4、加入者番号は1xxxである。まず、市外局番04998は小笠原MAの局番であり、MAのエリア内と重なる小笠原村内であれば市内通話扱いとなる。ただし、収容局は隣接する父島でも母島でもなく、東京本土にある「新立川」である。ここには航空自衛隊立川分屯基地や陸上自衛隊立川駐屯地がある。次に、市内局番4が硫黄島に割り当てられた番号であり、ここからが村内の父島 (2) や母島 (3) とは別となる。
電気通信事業者が提供する移動体通信（主に電話）は、以前は島内に携帯電話の基地局が存在せず周辺からの電波も届かないためサービスエリア外となっていたため、衛星電話のみが使用できた。
2013年（平成25年）8月に防衛省による「携帯電話基地局の調査および設置工事に関する業者募集」が行われた際には、ソフトバンクモバイル(現・ソフトバンク)が応札している。
現在の携帯電話の電波対応状況は下記の通り（2017年8月時点）。
- docomo：航空基地周辺、摺鉢山周辺（LTE対応、800 MHz）
- au：航空基地周辺、摺鉢山周辺（4G LTE対応、VoLTE非対応機種は音声通話不可）
- SoftBank：ほぼ全体（4G LTE対応）
- 2017年秋より全キャリアの使用が可能になった

アマチュア局は、かつては海上自衛隊の社団局「JD1YAM」があった。これ以外には来島者による個人局が運用することがある。

## 硫黄島が舞台となった主な作品
前述のとおり激戦地となったことから、小説や映画など多くの作品で採りあげられている。
- 『硫黄島の砂』：1949年に公開されたアメリカ映画。硫黄島の星条旗を主なテーマとしている。
- 『硫黄島』：1959年に公開された日本の映画。原作は菊村到の同名小説。
- 硫黄島プロジェクト（硫黄島の戦いを日米双方の視点から描く。）
  - 『父親たちの星条旗』：2006年に公開されたアメリカ映画。アメリカ側の視点で制作。原作はジェイムズ・ブラッドリー（英語版）とロン・パワーズ（英語版）によるノンフィクション “Flags of Our Fathers”[注 2]。
  - 『硫黄島からの手紙』：2006年に公開されたアメリカ映画。日本側の視点で制作。栗林忠道中将の手紙をまとめた『「玉砕総指揮官」の絵手紙』（栗林忠道 著、吉田津由子 編）などを基にしている。
- 『バトルフィールドV』：PC、PS4、Xbox One用ゲーム。DLCの「タイド・オブ・ウォー」のチャプター5に収録されている。大日本帝国とアメリカの戦いを繰り広げる[68]。